# هادي الجندي
هادي الجندي (1989 -7 شعبان 1432 هـ الموافق 8 يوليو 2011) شاب سوري من مدينة حمص نشط إبان الاحتجاجات الشعبية السورية في قيادة المظاهرات التي تهتف بإسقاط الرئيس السوري بشار الأسد، وكان هادي دائماً ما يصدح بصوته في أغلب شوارع المدينة المزدحمة. اغتيل على يد النظام السورية برصاصة تحت الكتف في إحدى المظاهرات بعد ملاحقة دامت شهور

## تشييعه ودفنه
شيّع جثمانه في يوم الأحد 10\7\2011 في حي باب السباع في مدينته حمص أكثر من عشرة آلاف شخص وتحول تشييعه إلى مظاهرة نددت بنظام بشار الأسد وطالبت بإسقاطه.